# Султанија Разије
Султанија Разије или Разије Султанија (османски турски: راضیه سلطان; модерни турски: Raziye Sultan; око 1525 - 6 септембар 1556.) била је кћерка Османског султана Сулејмана I Величанственог. У телевизијској серији “Сулејман Величанствени” она је ћерка султана Сулејмана и Назенин хатун и рођена је између 1545. и 1550. године.

## Биографија
Султанија је рођена око 1525. године, имала је два брата Принца Мустафу и Принца Ахмета. Највероватније је била удата за Ташлиџали Јахја-Бега, који је био у Мустафиној служби и његов јако добар пријатељ. Имали су и две кћери. Говорило се да је била јако лепа, доста свога богатства је трошила тако што је помагала људима. Није била у добрим односима са Михримах султанијом,јер је због ње била одбачена од стране свога оца.Разије је умрла 6 септембра 1556. године, те покопана у Јахја-Ефендијевој џамији у Истанбулу. Била је позната и под именом „Брижна Султанија“.